# Transition Berezinski-Kosterlitz-Thouless
Pour les articles homonymes, voir Kosterlitz et BKT.
En physique théorique la transition de Berezinski-Kosterlitz-Thouless (ou transition BKT), du nom de ses découvreurs Vadim Berezinski, John Kosterlitz et David Thouless, est une transition de phase de nature topologique sans brisure spontanée de symétrie. Elle est notamment observée dans le modèle XY à deux dimensions (ou modèle planaire).

## La transition BKT
Le modèle XY est un modèle de moments magnétiques (ou spins) sur réseau. Chaque spin interagit avec ses voisins par le biais d'une interaction d'échange. En dimension trois, les spins s'ordonnent spontanément dans la même direction en dessous d'une température dite critique. Le système est alors dans une phase ferromagnétique caractérisée par une aimantation totale non nulle. La direction de l'aimantation brise l'isotropie : la symétrie par rotation de tous les moments magnétiques est brisée. En dimension deux, Hohenberg, Mermin et Wagner, ont montré qu'une symétrie continue, comme celle du modèle XY, ne pouvait être brisée spontanément. Il en résulte qu'aucun transition de phase ferromagnétique-paramagnétique ne peut avoir lieu. Néanmoins, Vadim Berezinski, en 1972, puis indépendamment John M. Kosterlitz et David J. Thouless en 1973, ont montré qu'une transition de phase avait bien lieu mais qu'elle était de nature purement topologique.
Dans la phase de basse température, le modèle XY ne présente pas d'ordre ferromagnétique. En effet, les ondes de spin prolifèrent et détruisent l'ordre ferromagnétique. L'interaction premier voisins entre les moments magnétiques du modèle planaire, {\displaystyle -J\cos(\phi _{i}-\phi _{j})}, peut être approchée par une interaction quadratique {\displaystyle K(\phi _{i}-\phi _{j})^{2}}, et le modèle planaire est alors équivalent au modèle Gaussien. Il en résulte une décroissance en loi de puissance des fonctions de corrélations {\displaystyle \langle e^{i\phi _{r}}e^{-i\phi _{r'}}\rangle \sim |r-r'|^{-\eta }} où l'exposant {\displaystyle \eta } est proportionnel à la température.
Dans la phase de haute température, la périodicité de {\displaystyle 2\pi } de l'interaction redevient importante, et l'approximation gaussienne doit être corrigée. Plus précisément, si on considère la somme des différences angulaires entre premier voisins {\displaystyle \phi _{i}-\phi _{j}} sur un circuit fermé, on remarque que la périodicité impose seulement que cette somme doit valoir un nombre entier de fois {\displaystyle 2\pi }. Partant de cette remarque, John M. Kosterlitz et David J. Thouless en 1973 (et indépendamment Vadim Berezinski en 1972) ont ajouté à l'approximation gaussienne des solutions singulières de l'équation de Laplace discrète, telles qu'il existe des points autour desquels la somme des différences angulaires sur un circuit fermé soit égal à un nombre entier non nul {\displaystyle q} multiplié par {\displaystyle 2\pi }. Ces points sont appelés des vortex, et {\displaystyle q} est appelé la charge topologique du vortex.
L'énergie des configurations considérées par John Kosterlitz et David Thouless peut s'écrire comme une somme d'énergies d'interaction à deux corps entre les vortex proportionnelles au produit des deux charges topologiques et proportionnelle au logarithme de la distance entre les vortex. Cette expression est identique à l'énergie d'interaction électrostatique par unité de longueur de fils infinis portant une densité linéique de charge proportionnelle à la charge topologique du vortex. La transition de Kosterlitz-Thouless peut donc être vue comme une transition de phase dans un gaz de Coulomb bidimensionnel.
Dans la phase de basse température, les vortex sont confinés en paires de vortex de charge opposées. Pour le gaz de Coulomb, il n'y a pas de charge libre mais seulement des dipôles électriques, et la constante diélectrique est finie.
Dans la phase de haute température les vortex sont libres et font décroître exponentiellement les fonctions de corrélation : {\displaystyle \langle e^{i\phi _{r}}e^{-i\phi _{r'}}\rangle \sim \exp(-|r-r'|/\xi (T))}. {\displaystyle \xi (T)} est appelée la longueur de corrélation. En utilisant le groupe de renormalisation, Kosterlitz et Thouless ont montré que {\displaystyle \xi (T)\sim \exp \left[-\left({\frac {T_{\text{BKT}}}{T-T_{\text{BKT}}}}\right)^{1/2}\right]}. Pour le gaz de Coulomb, cela signifie qu'il existe des charges libres, et que dans la phase de haute température le gaz de Coulomb devient un plasma avec une constante diélectrique infinie. La longueur de corrélation s'interprète alors comme une longueur d'écrantage de Debye-Hückel : au-delà de la longueur {\displaystyle \xi (T)} l'interaction effective entre deux vortex est nulle.
La transition de Kosterlitz-Thouless se distingue des transitions de phase conventionnelles sur plusieurs points, :
1. Absence de paramètre d'ordre : aucune symétrie globale n'est brisée à la transition. On observe juste un changement du comportement qualitatif des fonctions de corrélation.
2. Absence de chaleur latente (contrairement à la transition liquide-gaz) et absence de singularité en loi de puissance de chaleur spécifique (contrairement à la transition de Curie d'un ferromagnétique). Dans la classification d'Ehrenfest des transitions de phase, la transition de Kosterlitz-Thouless est une transition d'ordre infini.
3. Existence d'une ligne de points critiques pour {\displaystyle T<T_{\text{BKT}}} avec des exposants critiques qui varient continument avec la température. Le comportement critique n'est pas universel, il existe un opérateur marginal qui contrôle les dimensions critiques des champs le long de la ligne critique. La ligne fixe est décrite par une théorie des champs conforme de charge conforme {\displaystyle c=1}.

## Autres modèles et généralisations
Outre le modèle planaire, il existe d'autres modèles bidimensionnels qui possèdent une transition de Berezinski-Kosterlitz-Thouless. En particulier, certains modèles exactement solubles étudiés par Rodney Baxter, comme le modèle à 6 vertex, possèdent une ligne de points critiques qui se termine par une transition de Berezinski-Kosterlitz-Thouless. D'autre part, il existe des modèles quantiques unidimensionnels, tels que la chaine de spin 1/2 antiferromagnétique anisotrope (modèle XXZ) qui possèdent une transition de Berezinski-Kosterlitz-Thouless entre une phase liquide de Luttinger et une phase de Néel.
Ces modèles peuvent être ramenés au modèle à six vertex par des techniques de matrice de transfert. Enfin, Kosterlitz, Thouless, Halperin, Nelson et Young (KTHNY) ont proposé en 1979 une généralisation de la transition de Berezinski-Kosterlitz-Thouless décrivant la fusion d'un cristal bidimensionnel. Les vortex y sont remplacés par les dislocations du cristal. Celles-ci possèdent une charge vectorielle qui est leur vecteur de Burgers. Dans la phase de basse température, les dislocations sont liées, et le cristal possède un quasi-ordre à longue distance. Dans la phase de haute température les dislocations sont libres, et le quasi-ordre est détruit. On obtient un liquide qui possède encore un ordre orientationnel. Cet ordre orientationnel est détruit à plus haute température par la formation de disinclinaisons.

## Expériences visant à mettre en évidence la transition BKT
Du point de vue expérimental, comme la transition superfluide-normal ou la transition supraconducteur-métal normal sont dans la classe d'universalité du modèle XY, des expériences ont été faites sur des films d'hélium 4 et des films supraconducteurs pour mettre en évidence cette transition. La théorie de Kosterlitz-Thouless prédit un saut universel de la densité superfluide à la transition qui a été mis en évidence dans des expériences de J. D. Reppy sur des films d'hélium (Physical Review Letters, 1978).
En ce qui concerne la théorie KTHNY, la situation expérimentale est moins nette, certaines expériences donnant apparemment une transition non conventionnelle, d'autre produisant une transition du premier ordre avec chaleur latente. En général, il semble que la théorie KTHNY décrit bien la fusion des cristaux liquides smectiques.